# Slag bij Arkansas Post
De Slag bij Arkansas Post  vond plaats tussen 9 en 11 januari 1863 niet ver van de monding van de Arkansas in de Mississippi. Deze slag is ook gekend onder als de Slag bij Fort Hindman en maakt deel uit van de Vicksburgveldtocht tijdens de Amerikaanse Burgeroorlog.

## Achtergrond
Het Zuidelijke leger bouwde bij Arkansas Post een vierkante fortificatie met aarden muren. Het fort lag op een verhoging van ongeveer 8 m hoog. Het diende de Noordelijke doorgang te voorkomen naar Little Rock. Het fort domineerde de rivier. Naast het defensieve aspect werd het fort ook gebruikt als uitvalsbasis om de Noordelijke scheepvaart op de rivier te verstoren. Ter nagedachtenis van generaal Thomas C. Hindman werd deze fortificatie Fort Hindman genoemd. Het garnizoen bestond ongeveer uit 5.000 soldaten en was samengesteld uit Texaanse cavalerie en infanterie uit Arkansas. De Arkansas Infantry werd aangevoerd door brigadegeneraal Thomas J. Churchill. Tijdens de winter van 1862-1863 had ziekte en een onregelmatige bevoorrading het fort en zijn garnizoen in verval doen raken.
Generaal-majoor John A. McClernand was een ambitieuze politicus en generaal. Hij had toestemming gekregen van president Abraham Lincoln om vanuit Memphis, Tennessee een aanval uit te voeren op Vicksburg. Dit plan ging in tegen de aanvalsplannen van generaal-majoor Ulysses S. Grant, bevelhebber van de Army of the Tennessee. McClernand gaf het order aan generaal-majoor William T. Sherman (een ondergeschikte van Grant) om zijn eenheden bij de zijne te voegen. McClernand herdoopte deze eenheden in de Army of the Mississippi. Het leger telde 33.000 soldaten. Op 4 januari opende McClernand een offensief tegen Arkansas Post in plaats van tegen Vicksburg. Deze informatie gaf hij niet door aan Grant.

## De slag
In de loop van de avond van de 9e januari ontscheepten Noordelijke transportschepen troepen bij Arkansas Post. De eenheden trokken op in de richting van Fort Hindman. Shermans korps overrompelde de Zuidelijke voorposten. De Zuidelijken trokken zich terug naar de veiligheid van het fort. Op 10 januari opende vlagofficier David D. Porter het vuur op het fort met zijn kanonneerboten. Bij het invallen van de avond werd het bombardement gestopt. De volgende dag opende de Noordelijke artillerie vanuit posities aan de overzijde van de rivier het vuur en vernietigde de meeste van de Zuidelijke batterijen. De infanterie maakte zich klaar voor de aanval. Dankzij de gecombineerde aanval van marine en infanterie gaf de Zuidelijke bevelhebber zich over in de late namiddag.

## Gevolgen
Met de nederlaag bij Arkansas Post verloor het Zuiden bijna een vierde van zijn soldaten in Arkansas.
De Noordelijken verloren 1.061 soldaten. De Zuidelijken verloren 5.500 manschappen, waarvan het merendeel gevangengenomen werd. Hoewel de Noordelijke verliezen hoog waren en deze slag geen onmiddellijke invloed had op de belegering van Vicksburg, was er opnieuw een Zuidelijk fort uitgeschakeld langs de Mississippi. Grant was furieus op McClernand. De Army of the Mississippi werd ontbonden en Grant nam het algemeen bevel op zich tijdens de Vicksburgveldtocht.